# جيرو هيركاشى
جيرو هيركاشى (باليابانية: 堀越 二郎) (و. 1903 – 1982 م) هو مهندس فضاء جوي، ومهندس من اليابان. ولد في فوجيوكا، غونما.
توفي في طوكيو، عن عمر يناهز 79 عاماً.

## التعليم
تعلم في جامعة طوكيو.

## مناصب وهيئات
أدار أكاديمية الدفاع الوطني.